# Copa Perú 2022
La Copa Perú 2022 fue la edición número 49 de la Copa Perú, y la última que dio ascenso directo al campeón a Primera División. La organización, control y desarrollo del torneo está a cargo de la Comisión Nacional de Fútbol Aficionado del Perú (Conafa), bajo supervisión de la Federación Peruana de Fútbol (FPF).
El formato utilizado en esta competencia futbolística fue creado por el chileno Leandro A. Shara
Cabe destacar que esta fue la última edición de la Copa Perú que otorgó un cupo directo a Primera División al campeón del torneo, ya que a partir de la próxima edición el campeón disputará la Liga 2 de la siguiente temporada.

## Ascensos y descensos
| Pos.    | Descendidos de Liga 2 2021 |
| ------- | -------------------------- |
| No hubo |                            |

| Pos. | Ascendido de Copa Perú 2021 |
| ---- | --------------------------- |
| 1.°  | ADT                         |
| 2.°  | Alfonso Ugarte              |

## Etapas internas

### Etapa distrital
Los equipos integrantes de cada una de las Ligas Distritales jugarán sus respectivos campeonatos. Se empezó a jugar el 12 de febrero al iniciar los torneos distritales de San José de Sisa, Saposoa (ambos en el departamento de San Martín) y Baños del Inca (Cajamarca). Las ligas con 6 o más equipos tendrán la posibilidad de enviar 2 o 3 equipos a la etapa provincial; mientras que las ligas con menos de 6 equipos solo podrán enviar al campeón distrital. 

### Etapa provincial
Se jugará en el ámbito de cada Liga Provincial con todos los clasificados de la etapa anterior. En un principio, los equipos eliminados en la Fase 2 y 3 de la Copa Perú 2021 iban a entrar de manera automática en esta etapa como un representante más de su liga distrital, sin embargo mediante el oficio circular N° 13-SCFA-FPF-2021 se acordó que estos clubes participarán desde su liga de origen.
Cada liga provincial podrá clasificar 2 equipos a la etapa departamental, aunque en la práctica en algunas provincias solo avanzará un equipo y en otras hasta 3.

### Etapa departamental
Cada una de las 25 Ligas Departamentales organizará esta etapa con los clasificados de la ronda anterior. Los equipos eliminados en la Fase 4 y 5 de la Copa Perú 2021 se clasificarán a esta ronda de manera automática: 
- Credicoop San Cristóbal (Liga Departamental de Fútbol de Moquegua)
- Los Caimanes (Liga Departamental de Fútbol de Lambayeque)
- Estrella Azul (Liga Departamental de Fútbol de Callao)
- Maristas Huacho (Liga Departamental de Fútbol de Lima)
- Unión San Martín  (Liga Departamental de Fútbol de Ica)
- Unión Deportivo Parachique (Liga Departamental de Fútbol de Piura)

El campeón y subcampeón de cada liga en esta etapa se clasificarán a la Etapa nacional.

## Etapa Nacional
Esta etapa se desarrollará en diferentes fases de clasificación. En la primera, los 50 equipos participantes se enfrentarán a los representantes de dos departamentos cercanos y al otro participante de su misma liga en partidos de ida y vuelta. Aquellos equipos que se ubiquen en los primeros 32 lugares de la tabla general de acuerdo a los criterios de clasificación establecidos, clasificarán a la ronda de los dieciseisavos de final.

### Equipos participantes
En la siguiente lista se muestra a los equipos clasificados de cada departamento. Se lista en primer lugar al campeón departamental, a excepción del Callao, donde el primero en mención es el subcampeón y el segundo es semifinalista.
| Departamento     | Club                       | Distrito              | Entrenador            | Estadio                      |
| ---------------- | -------------------------- | --------------------- | --------------------- | ---------------------------- |
| Amazonas         | Bagua Grande FC            | Bagua Grande          | Juan Miguel Pérez     | San Luis                     |
| Amazonas         | Unión Santo Domingo        | Chachapoyas           | César Sánchez         | Kuélap                       |
| Áncash           | San Andrés de Runtu        | San Marcos            | José Falconí          | Rosas Pampa                  |
| Áncash           | Atlético Bruces            | Nuevo Chimbote        | Barnaby Llosa         | Polideportivo César Cueto    |
| Apurímac         | Deportivo La Victoria      | Abancay               | José Luis Bustamante  | Monumental de Condebamba     |
| Apurímac         | Social El Olivo            | Abancay               | Nilton Gómez          | Monumental de Condebamba     |
| Arequipa         | Nacional FBC               | Mollendo              | Percy Manchego        | Juan Carlos Oblitas          |
| Arequipa         | Los Tigres                 | Cayma                 | Luis Flores           | Melgar                       |
| Ayacucho         | Cultural Huracán           | Huanta                | Runer Anaya           | Manuel Eloy Molina Robles    |
| Ayacucho         | Sport Cáceres              | Jesús Nazareno        | Miguel Marquina       | Ciudad de Cumaná             |
| Cajamarca        | Deportivo Volante          | Bambamarca            | Tomas Reyes           | El Frutillo                  |
| Cajamarca        | Rosario Celendín           | Celendín              | Rafael Cachay         | Mártires del 13 de Octubre   |
| Callao           | Estrella Azul              | Ventanilla            | Edwin Timaná          | Facundo Ramírez Aguilar      |
| Callao           | Juventud Palmeiras         | Mi Perú               | José Ramírez Zacarías | Williams Santamaría          |
| Cusco Detalles   | Deportivo Garcilaso        | Cusco                 | Roberto Tristán       | Inca Garcilaso de la Vega    |
| Cusco Detalles   | Defensor Cubillas          | Yauri                 | Juan Carlos Tunqui    | Municipal de Espinar         |
| Huancavelica     | Deportivo Vianney          | Ascensión             | Raúl Apumayta López   | IPD de Huancavelica          |
| Huancavelica     | Deportivo UNH              | Ascensión             | José Pari             | IPD de Huancavelica          |
| Huánuco          | Deportivo Verdecocha       | La Unión              | Rony Revollar         | Heraclio Tapia               |
| Huánuco          | Señor de Mayo              | Ambo                  | Jaime Cuadros         | Municipal de Ambo            |
| Ica Detalles     | Unión San Martín           | Pisco                 | Carlos Narrea         | Teobaldo Pinillos Olaechea   |
| Ica Detalles     | Los Libertadores           | San Clemente          | Ernesto Aguirre       | Municipal de San Clemente    |
| Junín            | CESA                       | San Agustín de Cajas  | Duilio Cisneros       | Monumental de Jauja          |
| Junín            | Defensor Concepción        | Concepción            | Víctor Menendez       | Richard Müller Vozeler       |
| La Libertad      | Real Sociedad Chugay       | Chugay                | Juan Carlos Bazalar   | Municipal de Huamachuco      |
| La Libertad      | Atlético Verdún            | San José              | Antonio Meza Cuadra   | Carlos A. Olivares           |
| Lambayeque       | APNE Los Tucos             | Oyotún                | Edwin Zelada          | César Flores Marigorda       |
| Lambayeque       | Deportivo La Balsa         | Pítipo                | José Urteaga          | Municipal de Batangrande     |
| Lima Detalles    | Paz Soldán FBC             | Aucallama             | Carlos Tinoco         | Rómulo Shaw Cisneros         |
| Lima Detalles    | Independiente San Felipe   | Carabayllo            | Berti Medina          | Daniel Hernani Tovar         |
| Loreto           | Estudiantil CNI            | Iquitos               | Lizandro Barbarán     | Max Augustín                 |
| Loreto           | Comerciantes FC            | Belén                 | Marcial Salazar       | Max Augustín                 |
| Madre de Dios    | Deportivo Maldonado        | Tambopata             | Juan Salazar          | IPD de Puerto Maldonado      |
| Madre de Dios    | Atlético Municipal Iñapari | Iñapari               | Jorge Ramírez         | IPD de Puerto Maldonado      |
| Moquegua         | Credicoop San Cristóbal    | Samegua               | Leonardo Morales      | 25 de Noviembre              |
| Moquegua         | Mariscal Nieto             | Ilo                   | Marco Sánchez         | Mariscal Nieto               |
| Pasco            | Ecosem Pasco               | Tinyahuarco           | Roberto Arrelucea     | Daniel Alcides Carrión       |
| Pasco            | Once Caldas                | Huariaca              | Juan Carlos Sandi     | Daniel Alcides Carrión       |
| Piura            | Atlético Torino            | Pariñas               | Ágapo Gonzales        | Campeonísimo                 |
| Piura            | Defensor La Bocana         | Sechura               | Javier Atoche         | Sesquicentenario             |
| Puno             | FC Cahusiños               | San Miguel            | Roberto Holsen        | Guillermo Briceño Rosamedina |
| Puno             | Universitario UNAP         | Puno                  | José Ramírez Cubas    | Monumental de la UNA         |
| San Martín       | Academia CIMAC             | Bellavista            | Ramiro Pinedo         | Carlos Vidaurre García       |
| San Martín       | Agua San Martín            | Saposoa               | Juan Chumpitaz        | El Gran Saposoa              |
| Tacna            | Virgen de la Natividad     | Tacna                 | César Ccahuantico     | Jorge Basadre                |
| Tacna            | Coronel Bolognesi          | Tacna                 | Aristóteles Ramos     | Jorge Basadre                |
| Tumbes           | Deportivo Ferrocarril      | Zarumilla             | Nelson Romero         | Mariscal Cáceres             |
| Tumbes           | Leoncio Prado              | Pampas de Hospital    | Alberto Becerra       | Mariscal Cáceres             |
| Ucayali Detalles | Colegio Comercio N° 64     | Callería              | Luis Ruiz             | Aliardo Soria Pérez          |
| Ucayali Detalles | La Paz del Pachitea        | Tournavista (Huánuco) | Víctor Delgado        | Aliardo Soria Pérez          |

## Fase Regular

### Tabla general
- Criterios de clasificación:

1. Mayor cantidad de puntos.
2. Mayor cantidad de puntos relativos, que se obtienen de la multiplicación de los puntos ganados ante un rival y la cantidad de puntos del rival en la tabla final.
3. Mejor diferencia de goles.
4. Mayor cantidad de goles a favor.
5. Mejor campaña de visita utilizando los mismos criterios solo para los partidos en esa condición:
  1. Mayor cantidad de puntos en sus partidos de visita.
  2. Mayor cantidad de puntos relativos en sus partidos de visita.
  3. Mejor diferencia de goles en sus partidos de visita.
  4. Mayor cantidad de goles a favor en sus partidos de visita.
6. Puntos logrados en el primer tiempo: Considerando como resultado final solo el resultado de los primeros tiempos.
7. Sorteo

| Pos. | Equipo                     | PJ | PG | PE | PP | GF | GC | DG  | Pts. | PR  | Clasificado a          |
| ---- | -------------------------- | -- | -- | -- | -- | -- | -- | --- | ---- | --- | ---------------------- |
| 1    | Deportivo Garcilaso        | 6  | 5  | 0  | 1  | 15 | 4  | +11 | 15   | 99  | Dieciseisavos de final |
| 2    | Social El Olivo            | 6  | 5  | 0  | 1  | 10 | 6  | +4  | 15   | 93  | Dieciseisavos de final |
| 3    | Los Libertadores           | 6  | 4  | 2  | 0  | 13 | 4  | +9  | 14   | 54  | Dieciseisavos de final |
| 4    | Atlético Bruces            | 6  | 4  | 1  | 1  | 15 | 9  | +6  | 13   | 80  | Dieciseisavos de final |
| 5    | Deportivo Ferrocarril      | 6  | 4  | 1  | 1  | 15 | 6  | +9  | 13   | 58  | Dieciseisavos de final |
| 6    | Universitario UNAP         | 6  | 4  | 0  | 2  | 11 | 6  | +5  | 12   | 93  | Dieciseisavos de final |
| 7    | Comerciantes FC            | 6  | 3  | 3  | 0  | 7  | 3  | +4  | 12   | 90  | Dieciseisavos de final |
| 8    | Deportivo Maldonado        | 6  | 4  | 0  | 2  | 12 | 15 | −3  | 12   | 72  | Dieciseisavos de final |
| 9    | Ecosem Pasco               | 6  | 4  | 0  | 2  | 12 | 6  | +6  | 12   | 63  | Dieciseisavos de final |
| 10   | Deportivo Volante          | 6  | 4  | 0  | 2  | 11 | 4  | +7  | 12   | 60  | Dieciseisavos de final |
| 11   | CESA                       | 6  | 4  | 0  | 2  | 9  | 5  | +4  | 12   | 60  | Dieciseisavos de final |
| 12   | Rosario Celendín           | 6  | 3  | 2  | 1  | 12 | 6  | +6  | 11   | 88  | Dieciseisavos de final |
| 13   | Unión San Martín           | 6  | 3  | 2  | 1  | 10 | 2  | +8  | 11   | 76  | Dieciseisavos de final |
| 14   | Estudiantil CNI            | 6  | 3  | 2  | 1  | 10 | 7  | +3  | 11   | 75  | Dieciseisavos de final |
| 15   | Nacional FBC               | 6  | 3  | 2  | 1  | 10 | 6  | +4  | 11   | 67  | Dieciseisavos de final |
| 16   | Paz Soldán FBC             | 6  | 3  | 2  | 1  | 7  | 2  | +5  | 11   | 66  | Dieciseisavos de final |
| 17   | Virgen de la Natividad     | 6  | 3  | 2  | 1  | 6  | 3  | +3  | 11   | 63  | Dieciseisavos de final |
| 18   | San Andrés de Runtu        | 6  | 3  | 1  | 2  | 13 | 7  | +6  | 10   | 103 | Dieciseisavos de final |
| 19   | Defensor La Bocana         | 6  | 3  | 1  | 2  | 11 | 7  | +4  | 10   | 97  | Dieciseisavos de final |
| 20   | Bagua Grande FC            | 6  | 3  | 1  | 2  | 7  | 7  | 0   | 10   | 83  | Dieciseisavos de final |
| 21   | Independiente San Felipe   | 6  | 3  | 1  | 2  | 7  | 5  | +2  | 10   | 49  | Dieciseisavos de final |
| 22   | APNE Los Tucos             | 6  | 3  | 1  | 2  | 10 | 6  | +4  | 10   | 31  | Dieciseisavos de final |
| 23   | Señor de Mayo              | 6  | 3  | 0  | 3  | 8  | 11 | −3  | 9    | 84  | Dieciseisavos de final |
| 24   | Coronel Bolognesi          | 6  | 2  | 3  | 1  | 6  | 4  | +2  | 9    | 75  | Dieciseisavos de final |
| 25   | Unión Santo Domingo        | 6  | 3  | 0  | 3  | 9  | 9  | 0   | 9    | 72  | Dieciseisavos de final |
| 26   | Deportivo Vianney          | 6  | 2  | 3  | 1  | 8  | 8  | 0   | 9    | 56  | Dieciseisavos de final |
| 27   | Deportivo UNH              | 6  | 2  | 2  | 2  | 5  | 5  | 0   | 8    | 83  | Dieciseisavos de final |
| 28   | Deportivo Verdecocha       | 6  | 2  | 2  | 2  | 5  | 7  | −2  | 8    | 60  | Dieciseisavos de final |
| 29   | Colegio Comercio N° 64     | 6  | 2  | 2  | 2  | 10 | 6  | +4  | 8    | 59  | Dieciseisavos de final |
| 30   | Atlético Verdún            | 6  | 2  | 2  | 2  | 12 | 12 | 0   | 8    | 54  | Dieciseisavos de final |
| 31   | Sport Cáceres              | 6  | 2  | 2  | 2  | 7  | 8  | −1  | 8    | 22  | Dieciseisavos de final |
| 32   | Leoncio Prado              | 6  | 2  | 1  | 3  | 5  | 8  | −3  | 7    | 61  | Dieciseisavos de final |
| 33   | Deportivo La Victoria      | 6  | 2  | 1  | 3  | 7  | 7  | 0   | 7    | 50  | Eliminado              |
| 34   | FC Cahusiños               | 6  | 2  | 1  | 3  | 12 | 6  | +6  | 7    | 29  | Eliminado              |
| 35   | Defensor Cubillas          | 6  | 2  | 0  | 4  | 10 | 11 | −1  | 6    | 57  | Eliminado              |
| 36   | Atlético Torino            | 6  | 2  | 0  | 4  | 3  | 9  | −6  | 6    | 51  | Eliminado              |
| 37   | Agua San Martín            | 6  | 2  | 0  | 4  | 6  | 8  | −2  | 6    | 48  | Eliminado              |
| 38   | Academia CIMAC             | 6  | 2  | 0  | 4  | 4  | 10 | −6  | 6    | 42  | Eliminado              |
| 39   | Los Tigres                 | 6  | 1  | 2  | 3  | 4  | 6  | −2  | 5    | 51  | Eliminado              |
| 40   | Credicoop San Cristóbal    | 6  | 1  | 2  | 3  | 7  | 9  | −2  | 5    | 50  | Eliminado              |
| 41   | La Paz del Pachitea        | 6  | 1  | 2  | 3  | 5  | 9  | −4  | 5    | 49  | Eliminado              |
| 42   | Mariscal Nieto             | 6  | 1  | 2  | 3  | 7  | 12 | −5  | 5    | 31  | Eliminado              |
| 43   | Juventud Palmeiras         | 6  | 1  | 2  | 3  | 4  | 11 | −7  | 5    | 15  | Eliminado              |
| 44   | Once Caldas                | 6  | 1  | 1  | 4  | 4  | 12 | −8  | 4    | 47  | Eliminado              |
| 45   | Defensor Concepción        | 6  | 1  | 1  | 4  | 5  | 11 | −6  | 4    | 45  | Eliminado              |
| 46   | Real Sociedad Chugay       | 6  | 0  | 3  | 3  | 12 | 19 | −7  | 3    | 27  | Eliminado              |
| 47   | Atlético Municipal Iñapari | 6  | 1  | 0  | 5  | 5  | 22 | −17 | 3    | 21  | Eliminado              |
| 48   | Cultural Huracán           | 6  | 0  | 1  | 5  | 4  | 13 | −9  | 1    | 14  | Eliminado              |
| 49   | Estrella Azul              | 6  | 0  | 1  | 5  | 5  | 14 | −9  | 1    | 5   | Eliminado              |
| 50   | Deportivo La Balsa         | 6  | 0  | 0  | 6  | 0  | 19 | −19 | 0    | 0   | Eliminado              |

#### Partidos
Para un mejor detalle véase: Primera fase.
| Fecha 1                 | Fecha 1   | Fecha 1                    | Fecha 1                      | Fecha 1          | Fecha 1 |
| Local                   | Resultado | Visitante                  | Estadio                      | Fecha            | Hora    |
| ----------------------- | --------- | -------------------------- | ---------------------------- | ---------------- | ------- |
| Academia CIMAC          | 2 - 1     | Atlético Verdún            | Carlos Vidaurre García       | 17 de septiembre | 14:00   |
| APNE Los Tucos          | 2 - 2     | Defensor La Bocana         | César Flores Marigorda       | 17 de septiembre | 15:00   |
| Estrella Azul           | 2 - 3     | Los Libertadores           | Héctor Chumpitaz             | 17 de septiembre | 15:00   |
| FC Cahusiños            | 0 - 0     | Los Tigres                 | Guillermo Briceño Rosamedina | 17 de septiembre | 15:00   |
| Estudiantil CNI         | 2 - 1     | Agua San Martín            | Max Augustín                 | 17 de septiembre | 20:00   |
| Deportivo Garcilaso     | 4 - 0     | Atlético Municipal Iñapari | Inca Garcilaso de la Vega    | 18 de septiembre | 10:30   |
| Credicoop San Cristóbal | 2 - 0     | Universitario UNAP         | 25 de Noviembre              | 18 de septiembre | 13:00   |
| Atlético Torino         | 1 - 0     | Leoncio Prado              | Campeonísimo                 | 18 de septiembre | 13:30   |
| Colegio Comercio N° 64  | 1 - 2     | Comerciantes FC            | Aliardo Soria                | 18 de septiembre | 15:00   |
| Deportivo Verdecocha    | 1 - 0     | La Paz del Pachitea        | Heraclio Tapia               | 18 de septiembre | 15:00   |
| San Andrés de Runtu     | 2 - 1     | Independiente San Felipe   | Rosas Pampa                  | 18 de septiembre | 15:00   |
| Deportivo Maldonado     | 2 - 0     | Defensor Cubillas          | IPD de Puerto Maldonado      | 18 de septiembre | 15:00   |
| Nacional FBC            | 2 - 1     | Coronel Bolognesi          | Juan Carlos Oblitas          | 18 de septiembre | 15:00   |
| Virgen de la Natividad  | 2 - 1     | Mariscal Nieto             | Jorge Basadre                | 18 de septiembre | 15:00   |
| Ecosem Pasco            | 1 - 2     | Señor de Mayo              | Daniel Alcides Carrión       | 18 de septiembre | 15:15   |
| CESA                    | 3 - 2     | Once Caldas                | Monumental de Jauja          | 18 de septiembre | 15:15   |
| Deportivo Ferrocarril   | 6 - 0     | Deportivo La Balsa         | Mariscal Cáceres             | 18 de septiembre | 15:30   |
| Bagua Grande FC         | 0 - 0     | Rosario Celendín           | San Luis                     | 18 de septiembre | 15:30   |
| Deportivo Volante       | 3 - 0     | Unión Santo Domingo        | El Frutillo                  | 18 de septiembre | 15:30   |
| Paz Soldán              | 1 - 1     | Juventud Palmeiras         | Rómulo Shaw Cisneros         | 18 de septiembre | 15:30   |
| Deportivo Vianney       | 0 - 0     | Defensor Concepción        | IPD de Huancavelica          | 18 de septiembre | 15:30   |
| Cultural Huracán        | 0 - 1     | Social El Olivo            | Manuel Eloy Molina Robles    | 18 de septiembre | 15:30   |
| Deportivo La Victoria   | 3 - 0     | Sport Cáceres              | Monumental de Condebamba     | 18 de septiembre | 15:30   |
| Unión San Martín        | 2 - 0     | Deportivo UNH              | Teobaldo Pinillos Olaechea   | 18 de septiembre | 15:45   |
| Real Sociedad Chugay    | 2 - 4     | Atlético Bruces            | Municipal de Huamachuco      | 18 de septiembre | 16:00   |

| Fecha 2                    | Fecha 2   | Fecha 2                 | Fecha 2                    | Fecha 2          | Fecha 2 |
| Local                      | Resultado | Visitante               | Estadio                    | Fecha            | Hora    |
| -------------------------- | --------- | ----------------------- | -------------------------- | ---------------- | ------- |
| Los Tigres                 | 2 - 1     | Virgen de la Natividad  | Melgar                     | 24 de septiembre | 15:00   |
| Deportivo La Balsa         | 0 - 2     | Deportivo Volante       | Municipal de Batangrande   | 25 de septiembre | 11:00   |
| Defensor La Bocana         | 3 - 1     | Deportivo Ferrocarril   | Sesquicentenario           | 25 de septiembre | 15:00   |
| La Paz del Pachitea        | 2 - 0     | Estudiantil CNI         | Aliardo Soria              | 25 de septiembre | 15:00   |
| Señor de Mayo              | 2 - 1     | Colegio Comercio N° 64  | Municipal de Ambo          | 25 de septiembre | 15:00   |
| Independiente San Felipe   | 2 - 0     | Estrella Azul           | Segundo Aranda Torres      | 25 de septiembre | 15:00   |
| Juventud Palmeiras         | 0 - 4     | Unión San Martín        | Williams Santamaría        | 25 de septiembre | 15:00   |
| Defensor Cubillas          | 2 - 0     | Deportivo La Victoria   | Municipal de Espinar       | 25 de septiembre | 15:00   |
| Universitario UNAP         | 5 - 0     | Deportivo Maldonado     | Monumental de la UNA       | 25 de septiembre | 15:00   |
| Atlético Municipal Iñapari | 1 - 0     | FC Cahusiños            | IPD de Puerto Maldonado    | 25 de septiembre | 15:00   |
| Mariscal Nieto             | 2 - 2     | Nacional FBC            | Mariscal Nieto             | 25 de septiembre | 15:00   |
| Coronel Bolognesi          | 2 - 0     | Credicoop San Cristóbal | Jorge Basadre              | 25 de septiembre | 15:00   |
| Once Caldas                | 0 - 0     | Paz Soldán              | Daniel Alcides Carrión     | 25 de septiembre | 15:15   |
| Defensor Concepción        | 1 - 2     | Ecosem Pasco            | Richard Müller Vozeler     | 25 de septiembre | 15:15   |
| Leoncio Prado              | 2 - 1     | APNE Los Tucos          | Mariscal Cáceres           | 25 de septiembre | 15:30   |
| Unión Santo Domingo        | 2 - 1     | Atlético Torino         | Kuélap                     | 25 de septiembre | 15:30   |
| Agua San Martín            | 1 - 0     | Bagua Grande FC         | El Gran Saposoa            | 25 de septiembre | 15:30   |
| Rosario Celendín           | 3 - 3     | Real Sociedad Chugay    | Mártires del 13 de Octubre | 25 de septiembre | 15:30   |
| Atlético Bruces            | 3 - 0     | Deportivo Verdecocha    | Polideportivo César Cueto  | 25 de septiembre | 15:30   |
| Los Libertadores           | 5 - 1     | Cultural Huracán        | Municipal de San Clemente  | 25 de septiembre | 15:30   |
| Sport Cáceres              | 1 - 1     | Deportivo Vianney       | Ciudad de Cumaná           | 25 de septiembre | 15:30   |
| Deportivo UNH              | 1 - 0     | CESA                    | IPD de Huancavelica        | 25 de septiembre | 15:30   |
| Social El Olivo            | 2 - 1     | Deportivo Garcilaso     | Monumental de Condebamba   | 25 de septiembre | 15:30   |
| Atlético Verdún            | 2 - 1     | San Andrés de Runtu     | Carlos A. Olivares         | 25 de septiembre | 15:45   |
| Comerciantes FC            | 1 - 0     | Academia CIMAC          | Max Augustín               | 25 de septiembre | 16:00   |

| Fecha 3                 | Fecha 3   | Fecha 3                    | Fecha 3                      | Fecha 3          | Fecha 3 |
| Local                   | Resultado | Visitante                  | Estadio                      | Fecha            | Hora    |
| ----------------------- | --------- | -------------------------- | ---------------------------- | ---------------- | ------- |
| APNE Los Tucos          | 2 - 0     | Deportivo La Balsa         | César Flores Marigorda       | 28 de septiembre | 15:00   |
| Credicoop San Cristóbal | 2 - 2     | Mariscal Nieto             | 25 de Noviembre              | 28 de septiembre | 15:30   |
| Real Sociedad Chugay    | 2 - 2     | Atlético Verdún            | Municipal de Huamachuco      | 29 de septiembre | 12:30   |
| Academia CIMAC          | 2 - 1     | Agua San Martín            | Carlos Vidaurre García       | 29 de septiembre | 15:00   |
| Deportivo Verdecocha    | 2 - 1     | Señor de Mayo              | Heraclio Tapia               | 29 de septiembre | 15:00   |
| Estrella Azul           | 2 - 3     | Juventud Palmeiras         | Facundo Ramírez Aguilar      | 29 de septiembre | 15:00   |
| Deportivo La Victoria   | 1 - 2     | Social El Olivo            | Monumental de Condebamba     | 29 de septiembre | 15:00   |
| Deportivo Garcilaso     | 3 - 1     | Defensor Cubillas          | Inca Garcilaso de la Vega    | 29 de septiembre | 15:00   |
| FC Cahusiños            | 0 - 2     | Universitario UNAP         | Guillermo Briceño Rosamedina | 29 de septiembre | 15:00   |
| CESA                    | 1 - 2     | Defensor Concepción        | Monumental de Jauja          | 29 de septiembre | 15:15   |
| Ecosem Pasco            | 3 - 1     | Once Caldas                | Daniel Alcides Carrión       | 29 de septiembre | 15:15   |
| Deportivo Ferrocarril   | 1 - 1     | Leoncio Prado              | Mariscal Cáceres             | 29 de septiembre | 15:30   |
| Atlético Torino         | 1 - 0     | Defensor La Bocana         | Campeonísimo                 | 29 de septiembre | 15:30   |
| Bagua Grande FC         | 3 - 1     | Unión Santo Domingo        | San Luis                     | 29 de septiembre | 15:30   |
| Paz Soldán              | 0 - 1     | Independiente San Felipe   | Rómulo Shaw Cisneros         | 29 de septiembre | 15:30   |
| Deportivo Vianney       | 1 - 1     | Deportivo UNH              | IPD de Huancavelica          | 29 de septiembre | 15:30   |
| Cultural Huracán        | 0 - 2     | Sport Cáceres              | Manuel Eloy Molina Robles    | 29 de septiembre | 15:30   |
| Virgen de la Natividad  | 0 - 0     | Coronel Bolognesi          | Jorge Basadre                | 29 de septiembre | 15:30   |
| Nacional FBC            | 0 - 0     | Los Tigres                 | Juan Carlos Oblitas          | 29 de septiembre | 18:00   |
| Unión San Martín        | 0 - 0     | Los Libertadores           | Teobaldo Pinillos Olaechea   | 29 de septiembre | 19:00   |
| San Andrés de Runtu     | 4 - 1     | Atlético Bruces            | Rosas Pampa                  | 29 de septiembre | 19:30   |
| Estudiantil CNI         | 1 - 1     | AD Comerciantes            | Max Augustín                 | 29 de septiembre | 20:00   |
| Colegio Comercio N° 64  | 1 - 1     | La Paz del Pachitea        | Aliardo Soria                | 29 de septiembre | 20:00   |
| Deportivo Volante       | 1 - 0     | Rosario Celendín           | El Frutillo                  | 30 de septiembre | 10:00   |
| Deportivo Maldonado     | 2 - 1     | Atlético Municipal Iñapari | IPD de Puerto Maldonado      | 30 de septiembre | 15:00   |

| Fecha 4                    | Fecha 4   | Fecha 4                 | Fecha 4                    | Fecha 4      | Fecha 4 |
| Local                      | Resultado | Visitante               | Estadio                    | Fecha        | Hora    |
| -------------------------- | --------- | ----------------------- | -------------------------- | ------------ | ------- |
| Sport Cáceres              | 2 - 1     | Cultural Huracán        | Ciudad de Cumaná           | 3 de octubre | 15:30   |
| Deportivo La Balsa         | 0 - 1     | APNE Los Tucos          | Municipal de Batangrande   | 4 de octubre | 15:00   |
| Señor de Mayo              | 1 - 0     | Deportivo Verdecocha    | Municipal de Ambo          | 4 de octubre | 15:00   |
| Independiente San Felipe   | 0 - 2     | Paz Soldán              | Daniel Hernani Tovar       | 4 de octubre | 15:00   |
| Juventud Palmeiras         | 0 - 0     | Estrella Azul           | Williams Santamaría        | 4 de octubre | 15:00   |
| Defensor Cubillas          | 0 - 2     | Deportivo Garcilaso     | Municipal de Espinar       | 4 de octubre | 15:00   |
| Atlético Municipal Iñapari | 2 - 3     | Deportivo Maldonado     | IPD de Puerto Maldonado    | 4 de octubre | 15:00   |
| Universitario UNAP         | 2 - 1     | FC Cahusiños            | Monumental de la UNA       | 4 de octubre | 15:00   |
| Los Tigres                 | 2 - 3     | Nacional FBC            | Melgar                     | 4 de octubre | 15:00   |
| Mariscal Nieto             | 2 - 1     | Credicoop San Cristóbal | Mariscal Nieto             | 4 de octubre | 15:00   |
| Coronel Bolognesi          | 0 - 0     | Virgen de la Natividad  | Jorge Basadre              | 4 de octubre | 15:00   |
| Defensor Concepción        | 0 - 1     | CESA                    | Richard Müller Vozeler     | 4 de octubre | 15:15   |
| Once Caldas                | 1 - 0     | Ecosem Pasco            | Daniel Alcides Carrión     | 4 de octubre | 15:15   |
| Leoncio Prado              | 1 - 2     | Deportivo Ferrocarril   | Mariscal Cáceres           | 4 de octubre | 15:30   |
| Unión Santo Domingo        | 1 - 2     | Bagua Grande FC         | Kuélap                     | 4 de octubre | 15:30   |
| Rosario Celendín           | 2 - 0     | Deportivo Volante       | Mártires del 13 de Octubre | 4 de octubre | 15:30   |
| Atlético Bruces            | 2 - 1     | San Andrés de Runtu     | Polideportivo César Cueto  | 4 de octubre | 15:30   |
| Deportivo UNH              | 2 - 0     | Deportivo Vianney       | IPD de Huancavelica        | 4 de octubre | 15:30   |
| Social El Olivo            | 2 - 1     | Deportivo La Victoria   | Los Chankas                | 4 de octubre | 15:30   |
| Atlético Verdún            | 2 - 2     | Real Sociedad Chugay    | Carlos A. Olivares         | 4 de octubre | 15:45   |
| Los Libertadores           | 1 - 0     | Unión San Martín        | Teobaldo Pinillos Olaechea | 4 de octubre | 19:00   |
| Comerciantes FC            | 1 - 1     | Estudiantil CNI         | Max Augustín               | 4 de octubre | 20:00   |
| La Paz del Pachitea        | 0 - 2     | Colegio Comercio N° 64  | Aliardo Soria              | 4 de octubre | 20:00   |
| Defensor La Bocana         | 3 - 0     | Atlético Torino         | Sesquicentenario           | 5 de octubre | 15:30   |
| Agua San Martín            | 1 - 0     | Academia CIMAC          | El Gran Saposoa            | 5 de octubre | 15:30   |

| Fecha 5                 | Fecha 5   | Fecha 5                    | Fecha 5                      | Fecha 5      | Fecha 5    |
| Local                   | Resultado | Visitante                  | Estadio                      | Fecha        | Hora       |
| ----------------------- | --------- | -------------------------- | ---------------------------- | ------------ | ---------- |
| Deportivo Garcilaso     | 2 - 1     | Social El Olivo            | Inca Garcilaso de la Vega    | 8 de octubre | 11:00      |
| Real Sociedad Chugay    | 2 - 4     | Rosario Celendín           | Municipal de Huamachuco      | 8 de octubre | 12:30      |
| Paz Soldán              | 3 - 0     | Once Caldas                | Rómulo Shaw Cisneros         | 8 de octubre | 15:00      |
| Estrella Azul           | 1 - 3     | Independiente San Felipe   | Facundo Ramírez Aguilar      | 8 de octubre | 15:00      |
| Unión San Martín        | 3 - 0     | Juventud Palmeiras         | Teobaldo Pinillos Olaechea   | 8 de octubre | 19:00      |
| Estudiantil CNI         | 4 - 1     | La Paz del Pachitea        | Max Augustín                 | 8 de octubre | 20:00      |
| APNE Los Tucos          | 3 - 0     | Leoncio Prado              | César Flores Marigorda       | 9 de octubre | 15:00      |
| Bagua Grande FC         | 2 - 1     | Agua San Martín            | San Luis                     | 9 de octubre | 15:00      |
| San Andrés de Runtu     | 5 - 1     | Atlético Verdún            | Rosas Pampa                  | 9 de octubre | 15:00      |
| Colegio Comercio N° 64  | 5 - 1     | Señor de Mayo              | Aliardo Soria                | 9 de octubre | 15:00      |
| Deportivo Verdecocha    | 1 - 1     | Atlético Bruces            | Heraclio Tapia               | 9 de octubre | 15:00      |
| Deportivo Maldonado     | 3 - 1     | Universitario UNAP         | IPD de Puerto Maldonado      | 9 de octubre | 15:00      |
| FC Cahusiños            | 10 - 1    | Atlético Municipal Iñapari | Guillermo Briceño Rosamedina | 9 de octubre | 15:00      |
| Nacional FBC            | 3 - 0     | Mariscal Nieto             | Juan Carlos Oblitas          | 9 de octubre | 15:00      |
| Virgen de la Natividad  | 1 - 0     | Los Tigres                 | Jorge Basadre                | 9 de octubre | 15:00      |
| CESA                    | 1 - 0     | Deportivo UNH              | Monumental de Jauja          | 9 de octubre | 15:15      |
| Ecosem Pasco            | 4 - 0     | Defensor Concepción        | Daniel Alcides Carrión       | 9 de octubre | 15:15      |
| Deportivo Ferrocarril   | 2 - 1     | Defensor La Bocana         | Mariscal Cáceres             | 9 de octubre | 15:30      |
| Deportivo Volante       | 5 - 0     | Deportivo La Balsa         | El Frutillo                  | 9 de octubre | 15:30      |
| Academia CIMAC          | 0 - 2     | Comerciantes FC            | El Gran Saposoa              | 9 de octubre | 15:30      |
| Cultural Huracán        | 1 - 1     | Los Libertadores           | Manuel Eloy Molina Robles    | 9 de octubre | 15:30      |
| Deportivo Vianney       | 3 - 2     | Sport Cáceres              | IPD de Huancavelica          | 9 de octubre | 15:30      |
| Deportivo La Victoria   | 2 - 1     | Defensor Cubillas          | El Olivo                     | 9 de octubre | 15:30      |
| Credicoop San Cristóbal | 2 - 2     | Coronel Bolognesi          | 25 de Noviembre              | 9 de octubre | 15:30      |
| Atlético Torino         | 0 - 3     | Unión Santo Domingo        | Campeonísimo                 | Suspendido   | Suspendido |

| Fecha 6                    | Fecha 6      | Fecha 6                 | Fecha 6                    | Fecha 6       | Fecha 6 |
| Local                      | Resultado    | Visitante               | Estadio                    | Fecha         | Hora    |
| -------------------------- | ------------ | ----------------------- | -------------------------- | ------------- | ------- |
| Deportivo La Balsa         | 0 - 3 (w.o.) | Deportivo Ferrocarril   | Municipal de Batangrande   | 12 de octubre | 15:30   |
| Leoncio Prado              | 1 - 0        | Atlético Torino         | Mariscal Cáceres           | 12 de octubre | 15:30   |
| Defensor La Bocana         | 2 - 1        | APNE Los Tucos          | Sesquicentenario           | 12 de octubre | 15:30   |
| Rosario Celendín           | 3 - 0        | Bagua Grande FC         | Mártires del 13 de Octubre | 12 de octubre | 15:30   |
| Unión Santo Domingo        | 2 - 0        | Deportivo Volante       | Kuélap                     | 12 de octubre | 15:30   |
| Atlético Bruces            | 4 - 1        | Real Sociedad Chugay    | Polideportivo César Cueto  | 12 de octubre | 15:30   |
| Atlético Verdún            | 4 - 0        | Academia CIMAC          | Carlos A. Olivares         | 12 de octubre | 15:30   |
| Agua San Martín            | 1 - 2        | Estudiantil CNI         | El Gran Saposoa            | 12 de octubre | 15:30   |
| Comerciantes FC            | 0 - 0        | Colegio Comercio N° 64  | Max Augustín               | 12 de octubre | 15:30   |
| La Paz del Pachitea        | 1 - 1        | Deportivo Verdecocha    | Aliardo Soria              | 12 de octubre | 15:30   |
| Señor de Mayo              | 1 - 2        | Ecosem Pasco            | Municipal de Ambo          | 12 de octubre | 15:30   |
| Independiente San Felipe   | 0 - 0        | San Andrés de Runtu     | Daniel Hernani Tovar       | 12 de octubre | 15:30   |
| Juventud Palmeiras         | 0 - 1        | Paz Soldán              | Williams Santamaría        | 12 de octubre | 15:30   |
| Los Libertadores           | 3 - 0 (w.o.) | Estrella Azul           | Municipal de San Clemente  | 12 de octubre | 15:30   |
| Deportivo UNH              | 1 - 1        | Unión San Martín        | IPD de Huancavelica        | 12 de octubre | 15:30   |
| Defensor Concepción        | 2 - 3        | Deportivo Vianney       | Monumental de Jauja        | 12 de octubre | 15:30   |
| Once Caldas                | 0 - 3        | CESA                    | Daniel Alcides Carrión     | 12 de octubre | 15:30   |
| Social El Olivo            | 2 - 1        | Cultural Huracán        | Monumental de Condebamba   | 12 de octubre | 15:30   |
| Sport Cáceres              | 0 - 0        | Deportivo La Victoria   | Ciudad de Cumaná           | 12 de octubre | 15:30   |
| Defensor Cubillas          | 6 - 2        | Deportivo Maldonado     | Municipal de Espinar       | 12 de octubre | 15:30   |
| Atlético Municipal Iñapari | 0 - 3        | Deportivo Garcilaso     | IPD de Puerto Maldonado    | 12 de octubre | 15:30   |
| Los Tigres                 | 0 - 1        | FC Cahusiños            | Melgar                     | 12 de octubre | 15:30   |
| Universitario UNAP         | 1 - 0        | Credicoop San Cristóbal | Monumental de la UNA       | 12 de octubre | 15:30   |
| Coronel Bolognesi          | 1 - 0        | Nacional FBC            | Jorge Basadre              | 12 de octubre | 15:30   |
| Mariscal Nieto             | 0 - 2        | Virgen de la Natividad  | Mariscal Nieto             | 12 de octubre | 15:30   |

## Rondas eliminatorias

### Dieciseisavos de final
Para un mejor detalle véase: Dieciseisavos de final.
Los partidos de ida de los dieciseisavos de final se jugaron entre el 15 y 19 de octubre, y los partidos de vuelta el 22 y 23 de octubre.
| Local en la ida               | Global | Local en la vuelta        | Ida | Vuelta |
| ----------------------------- | ------ | ------------------------- | --- | ------ |
| Leoncio Prado (32)            | 0:7    | (1) Deportivo Garcilaso   | 0:1 | 0:6    |
| Sport Cáceres (31)            | 1:2    | (2) Social El Olivo       | 1:0 | 0:2    |
| Atlético Verdún (30)          | 4:1    | (3) Los Libertadores      | 2:1 | 2:0    |
| Colegio Comercio N° 64 (29)   | 2:10   | (4) Atlético Bruces       | 0:4 | 2:6    |
| Deportivo Verdecocha (28)     | 3:2    | (5) Deportivo Ferrocarril | 3:0 | 0:2    |
| Deportivo UNH (27)            | 1:2    | (6) Universitario UNAP    | 1:0 | 0:2    |
| Deportivo Vianney (26)        | 2:8    | (7) Comerciantes FC       | 2:1 | 0:7    |
| Deportivo Maldonado (8)       | 4:5    | (25) Unión Santo Domingo  | 1:4 | 3:1    |
| Coronel Bolognesi (24)        | 1:5    | (9) Ecosem Pasco          | 1:0 | 0:5    |
| Señor de Mayo (23)            | 5:4    | (10) Deportivo Volante    | 5:3 | 0:1    |
| CESA (11)                     | 2:1    | (22) APNE Los Tucos       | 0:0 | 2:1    |
| Independiente San Felipe (21) | 3:5    | (12) Rosario Celendín     | 2:2 | 1:3    |
| Bagua Grande FC (20)          | 1:3    | (13) Unión San Martín     | 1:1 | 0:2    |
| Defensor La Bocana (19)       | 2:0    | (14) Estudiantil CNI      | 1:0 | 1:0    |
| San Andrés de Runtu (18)      | 5:2    | (15) Nacional FBC         | 3:1 | 2:1    |
| Virgen de la Natividad (17)   | 3:7    | (16) Paz Soldán FBC       | 0:3 | 3:4    |

### Octavos de final
Para un mejor detalle véase: Octavos de final.
Los partidos de ida de los octavos de final se jugaron el 30 de octubre, y los partidos de vuelta el 5 y 6 de noviembre. Los perdedores de esta ronda arrancarán la Copa Perú 2023 directamente en sus respectivas ligas provinciales.
| Local en la ida           | Global | Local en la vuelta      | Ida | Vuelta |
| ------------------------- | ------ | ----------------------- | --- | ------ |
| Paz Soldán FBC (16)       | 1:3    | (1) Deportivo Garcilaso | 1:0 | 0:3    |
| San Andrés de Runtu (18)  | 3:1    | (2) Social El Olivo     | 2:0 | 1:1    |
| Atlético Verdún (30)      | 3:4    | (19) Defensor La Bocana | 3:2 | 0:2    |
| Unión San Martín (13)     | 5:6    | (4) Atlético Bruces     | 3:2 | 2:4    |
| Deportivo Verdecocha (28) | 0:3    | (12) Rosario Celendín   | 0:1 | 0:2    |
| CESA (11)                 | 3:1    | (6) Universitario UNAP  | 2:0 | 1:1    |
| Señor de Mayo (23)        | 2:3    | (7) Comerciantes FC     | 2:1 | 0:2    |
| Unión Santo Domingo (25)  | 1:3    | (9) Ecosem Pasco        | 0:1 | 1:2    |

### Cuartos de final
Para un mejor detalle véase: Cuartos de final.
Los partidos de ida de los cuartos de final se jugaron el 13 de noviembre y los partidos de vuelta el 20 y 21 de noviembre. Los perdedores de esta ronda arrancarán la Copa Perú 2023 directamente en sus respectivas ligas departamentales.
| Local en la ida          | Global | Local en la vuelta      | Ida | Vuelta |
| ------------------------ | ------ | ----------------------- | --- | ------ |
| Ecosem Pasco (9)         | 3:3    | (1) Deportivo Garcilaso | 2:0 | 1:3    |
| San Andrés de Runtu (18) | 5:5    | (7) Comerciantes FC     | 5:0 | 0:5    |
| Defensor La Bocana (19)  | 4:3    | (11) CESA               | 4:1 | 0:2    |
| Rosario Celendín (12)    | 5:5    | (4) Atlético Bruces     | 4:1 | 1:4    |

## Cuadrangular final
Para un mejor detalle véase: Cuadrangular final.
El cuadrangular final del campeonato (conocido popularmente como La Finalísima) representa la última etapa del torneo. En esta etapa los cuatro equipos previamente clasificados se enfrentarán entre sí bajo el sistema de todos contra todos una vez. Al final de las tres fechas el primer clasificado se proclamará campeón y ascenderá a la Liga 1 2023. El segundo clasifica como subcampeón a la Liga 2 2023.
| Pos. | Equipo                  | PJ | PG | PE | PP | GF | GC | DG | Pts. | Clasificado a            |
| ---- | ----------------------- | -- | -- | -- | -- | -- | -- | -- | ---- | ------------------------ |
| 1    | Deportivo Garcilaso (1) | 3  | 2  | 1  | 0  | 8  | 1  | +7 | 7    | Liga 1 2023              |
| 2    | Comerciantes FC (7)     | 3  | 2  | 1  | 0  | 6  | 1  | +5 | 7    | Liga 2 2023              |
| 3    | Defensor La Bocana (19) | 3  | 1  | 0  | 2  | 2  | 6  | −4 | 3    | Etapa Departamental 2023 |
| 4    | Atlético Bruces (4)     | 3  | 0  | 0  | 3  | 3  | 11 | −8 | 0    | Etapa Departamental 2023 |

Reglas de clasificación: 1) Puntos; 2) Diferencia de goles; 3) Posición de la Tabla general.

### Resultados y evolución
| Equipo 1 / Equipo 2 | BRU | COM | DLB | GAR |
| ------------------- | --- | --- | --- | --- |
| Atlético Bruces     |     | 1–4 |     | 1–5 |
| Comerciantes FC     |     |     |     |     |
| Defensor La Bocana  | 2–1 | 0–2 |     | 0–3 |
| Deportivo Garcilaso |     | 0–0 |     |     |

| Equipo 1 / Equipo 2 | BRU | COM | DLB | GAR |
| ------------------- | --- | --- | --- | --- |
| Atlético Bruces     |     | 1–4 |     | 1–5 |
| Comerciantes FC     |     |     |     |     |
| Defensor La Bocana  | 2–1 | 0–2 |     | 0–3 |
| Deportivo Garcilaso |     | 0–0 |     |     |

| Equipo / Fecha      | 1 | 2 | 3 |
| ------------------- | - | - | - |
| Deportivo Garcilaso | 2 | 1 | 1 |
| Comerciantes FC     | 3 | 2 | 2 |
| Defensor La Bocana  | 1 | 3 | 3 |
| Atlético Bruces     | 4 | 4 | 4 |

### Partidos
| Fecha 1             | Fecha 1   | Fecha 1         | Fecha 1           | Fecha 1         | Fecha 1 |
| Equipo 1            | Resultado | Equipo 2        | Estadio           | Fecha           | Hora    |
| ------------------- | --------- | --------------- | ----------------- | --------------- | ------- |
| Defensor La Bocana  | 2 – 1     | Atlético Bruces | Iván Elías Moreno | 27 de noviembre | 12:30   |
| Deportivo Garcilaso | 0 – 0     | Comerciantes FC | Iván Elías Moreno | 27 de noviembre | 15:00   |

| Fecha 2            | Fecha 2   | Fecha 2             | Fecha 2           | Fecha 2         | Fecha 2 |
| Equipo 1           | Resultado | Equipo 2            | Estadio           | Fecha           | Hora    |
| ------------------ | --------- | ------------------- | ----------------- | --------------- | ------- |
| Atlético Bruces    | 1 – 4     | Comerciantes FC     | Iván Elías Moreno | 30 de noviembre | 12:30   |
| Defensor La Bocana | 0 – 3     | Deportivo Garcilaso | Iván Elías Moreno | 30 de noviembre | 15:00   |

| Fecha 3            | Fecha 3   | Fecha 3             | Fecha 3           | Fecha 3        | Fecha 3 |
| Equipo 1           | Resultado | Equipo 2            | Estadio           | Fecha          | Hora    |
| ------------------ | --------- | ------------------- | ----------------- | -------------- | ------- |
| Atlético Bruces    | 1 – 5     | Deportivo Garcilaso | Iván Elías Moreno | 4 de diciembre | 12:30   |
| Defensor La Bocana | 0 – 2     | Comerciantes FC     | Iván Elías Moreno | 4 de diciembre | 15:00   |

|                                         |
|                                         |
| Campeón Deportivo Garcilaso 1.er título |

| Departamento del Cusco         | Bandera del departamento de Loreto |
| Deportivo Garcilaso            | Comerciantes FC                    |
| Campeón Asciende a Liga 1 2023 | Subcampeón Asciende a Liga 2 2023  |

## Datos y estadísticas
| \| Raúl Tito \| Deportivo Garcilaso \| 11 \| \| Junior Zambrano \| Comerciantes FC \| 9 \| \| Mauricio Malpartida \| Deportivo Garcilaso \| 9 \| \| Jorge Vílchez \| Rosario Celendín \| 9 \| \| Christian Cuadros \| Paz Soldán FBC \| 8 \| \| Gino Cenepo \| Comerciantes FC \| 6 \| \| Juandiego Herazo \| Atlético Bruces \| 6 \| \| Kevin Mejía \| Atlético Bruces \| 6 \| \| Gino Ríos \| Colegio Comercio N° 64 \| 6 \| \| Angelito Flores \| Defensor La Bocana \| 6 \| \| Héctor Campos \| San Andrés de Runtu \| 6 \| \| Álex Trujillo \| Señor de Mayo \| 6 \| \| Alberto Vela \| Unión San Martín \| 6 \| \| Actualizado el 4 de diciembre de 2022. Fuente: dechalaca.com \| \| \| |                        |       |
| Jugador | Equipo                 | Goles |
| Raúl Tito | Deportivo Garcilaso    | 11    |
| Junior Zambrano | Comerciantes FC        | 9     |
| Mauricio Malpartida | Deportivo Garcilaso    | 9     |
| Jorge Vílchez | Rosario Celendín       | 9     |
| Christian Cuadros | Paz Soldán FBC         | 8     |
| Gino Cenepo | Comerciantes FC        | 6     |
| Juandiego Herazo | Atlético Bruces        | 6     |
| Kevin Mejía | Atlético Bruces        | 6     |
| Gino Ríos | Colegio Comercio N° 64 | 6     |
| Angelito Flores | Defensor La Bocana     | 6     |
| Héctor Campos | San Andrés de Runtu    | 6     |
| Álex Trujillo | Señor de Mayo          | 6     |
| Alberto Vela | Unión San Martín       | 6     |
| Actualizado el 4 de diciembre de 2022. Fuente: dechalaca.com |                        |       |

### Tripletes o más
| Fecha         | Jugador             | Goles           | Local                  | Resultado | Visitante                  | Reporte                         |
| ------------- | ------------------- | --------------- | ---------------------- | --------- | -------------------------- | ------------------------------- |
| 1. 25/09/2022 | Alberto Vela        | 6' 43' 48'      | Juventud Palmeiras     | 0 - 4     | Unión San Martín           | Fecha 2 Fase Regular            |
| 2. 29/09/2022 | Julinio Cabrera     | 33' 57' 68'     | Bagua Grande FC        | 3 - 1     | Unión Santo Domingo        | Fecha 3 Fase Regular            |
| 3. 09/10/2022 | Gino Ríos           | 17' 23' 31' 72' | Colegio Comercio N° 64 | 5 - 1     | Señor de Mayo              | Fecha 5 Fase Regular            |
| 4. 09/10/2022 | Édson Velásquez     | 1' 31' 40'      | FC Cahusiños           | 10 - 1    | Atlético Municipal Iñapari | Fecha 5 Fase Regular            |
| 5. 09/10/2022 | Jesús Mogollón      | 26' 35' 64' 72' | FC Cahusiños           | 10 - 1    | Atlético Municipal Iñapari | Fecha 5 Fase Regular            |
| 6. 22/10/2022 | Mauricio Malpartida | 8' 22' 30'      | Deportivo Garcilaso    | 6 - 0     | Leoncio Prado              | Dieciseisavos de final - vuelta |

### Autogoles
| Fecha         | Jugador             | Minuto     | Local                  | Resultado | Visitante          | Reporte                         |
| ------------- | ------------------- | ---------- | ---------------------- | --------- | ------------------ | ------------------------------- |
| 1. 18/09/2022 | Víctor Jiménez      | 1 - 2, 87' | Ecosem Pasco           | 1 – 2     | Señor de Mayo      | Fecha 1 Fase Regular            |
| 2. 29/09/2022 | Luis Moreno         | 2 - 1, 50' | Real Sociedad Chugay   | 2 – 2     | Atlético Verdún    | Fecha 3 Fase Regular            |
| 3. 29/09/2022 | Jhan Piero Cumbicus | 0 - 1, 90' | FC Cahusiños           | 0 – 2     | Universitario UNAP | Fecha 3 Fase Regular            |
| 4. 09/10/2022 | Brayan Fuentes      | 2 - 0, 13' | Deportivo Maldonado    | 3 – 1     | Universitario UNAP | Fecha 5 Fase Regular            |
| 5. 09/10/2022 | Adriano Fuentes     | 1 - 0, 6'  | Unión San Martín       | 3 – 0     | Juventud Palmeiras | Fecha 5 Fase Regular            |
| 6. 23/10/2022 | Junior Núñez        | 3 - 3, 71' | Virgen de la Natividad | 4 – 3     | Paz Soldán FBC     | Dieciseisavos de final - vuelta |
| 7. 30/10/2022 | Édson Díaz          | 2 - 1, 47' | Atlético Verdún        | 3 – 2     | Defensor La Bocana | Octavos de final - ida          |
| 8. 06/11/2022 | Pedro Quijano       | 3 - 2, 47' | Atlético Bruces        | 4 – 2     | Unión San Martín   | Octavos de final - vuelta       |